# Azov
Pour les articles homonymes, voir Azov (homonymie) et Tanaïs.
Azov (en russe : Азов ; appelée Tanaïs ; Τάναϊς en grec ancien ; Tana au Moyen Âge et Azaq sous la domination turque) est une ville de l'oblast de Rostov, en Russie, et le centre administratif du raïon d'Azov. Sa population s'élevait à 83 030 habitants en 2013. Elle donne son nom à la mer d'Azov.

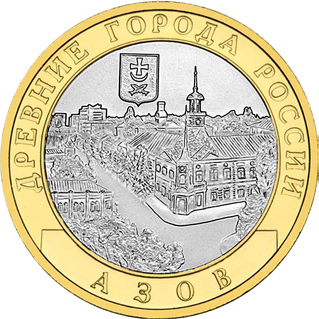

## Géographie
Azov est arrosée par le Don et se trouve à 32 km de son embouchure et à 25 km au sud-ouest de Rostov-sur-le-Don.

## Histoire
Tanais est une colonie grecque dans l'Antiquité. Située sur le Don qui marque alors la limite entre l'Europe et l'Asie, elle restera une « ville-frontière » jusqu'au règne de Pierre le Grand. Point le plus au nord-est de la colonisation grecque, elle fait partie du royaume du Bosphore à partir du Ve siècle av. J.-C.. Fondée par des colons de Milet, la ville devient un point de rencontre des civilisations hellénique et scythique grâce à sa position sur un plateau surplombant un golfe de la mer d'Azov fréquenté par les marchands grecs et par les peuples des steppes reliant l'Europe à la Chine à travers la steppe eurasienne jusqu'au Ve siècle.
Détruite par les Goths au IIIe siècle puis à nouveau par les Mongols au XIIIe siècle, la ville se repeuple à chaque fois car l'attractivité de ce comptoir et base de commerce pour l'Empire romain d'Orient (dit byzantin) puis, au XIVe siècle, pour les grandes thalassocraties italiennes comme Gênes et Venise, ne se dément pas. Ainsi Tana concurrence la principauté de Théodoros en Crimée, et le comptoir qui est dominée par les Génois de Caffa. Par périodes, Tana n’est plus une ville indépendante, mais une vassale de la Russie kiévienne (sous le nom de Tmoutarakan) puis de la ville mongole voisine, Azaq (« désirée », d'où le nom russifié ultérieur d'Azov). Une grande partie du commerce médiéval d’esclaves slaves par la Horde d'or puis par le khanat de Crimée transite par Azaq, bien que Caffa reste la principale place. En tant que centre du commerce sur la rive septentrionale de la mer Noire, Tana garde son statut jusqu'après la conquête ottomane dans la deuxième moitié du XVe siècle.
|  |

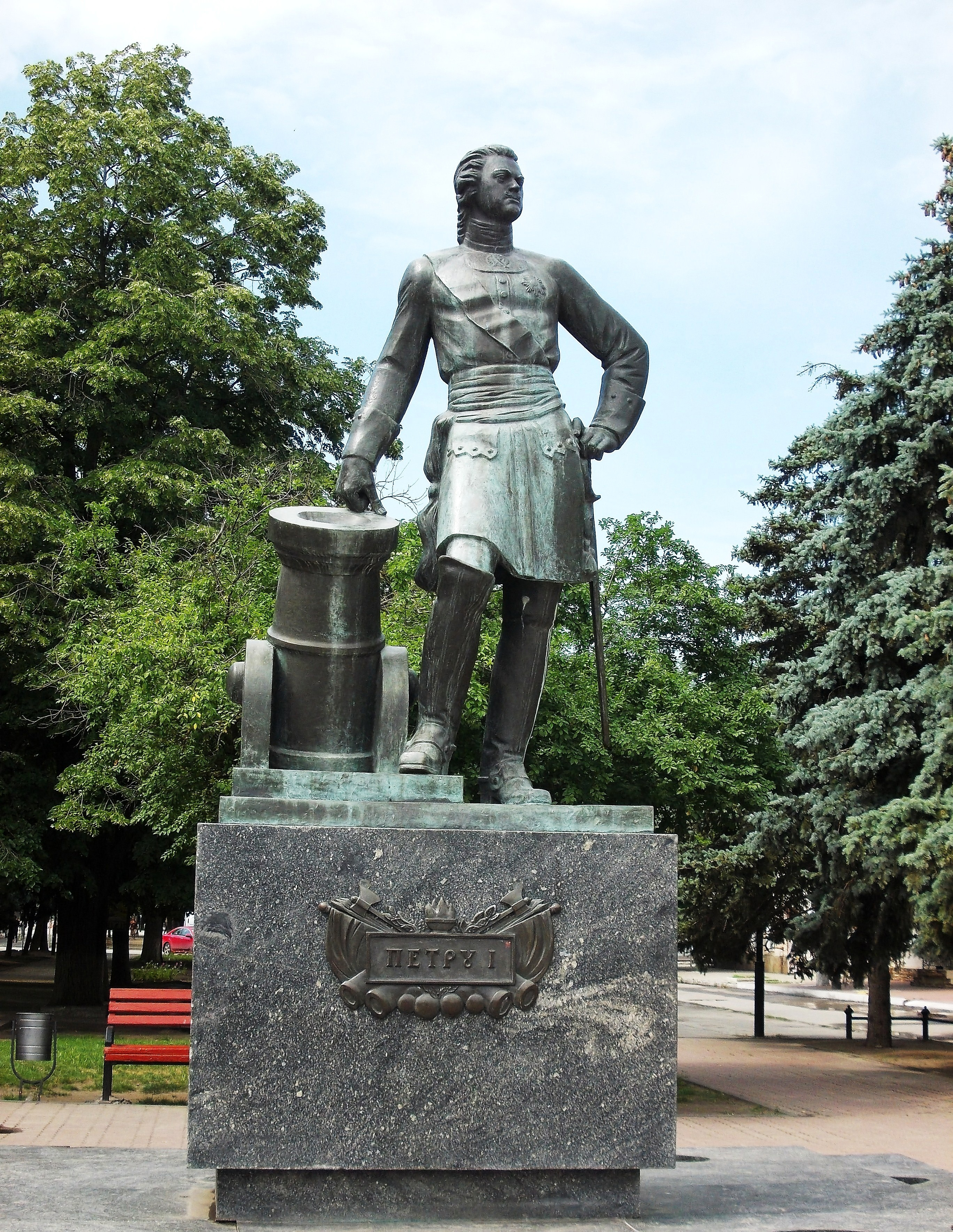
Le monument de Pierre Ier le Grand.

Azaq est prise par Tamerlan en 1392, par l'Empire ottoman en 1471, qui la rattachent au pachalik de Kefe (Caffa). En 1574, 1593, 1620, 1626 et 1637, les cosaques, alliés aux Polonais, Lituaniens et Russes, attaquent la place afin de libérer les esclaves slaves chrétiens et de punir les Tatars et les Circassiens pour leurs razzias, tout aussi régulières. Pendant les campagnes d'Azov, en 1696, le tzar russe Pierre le Grand s'empare de la ville, en chasse les habitants musulmans, la baptise Azov, et en fait une base de la première marine impériale russe. Elle est rendue aux Turcs en 1711 par le traité du Pruth, mais les fortifications sont démantelées à la paix de Belgrade en 1739. Azov est définitivement cédée à l'Empire russe en 1774 : elle est intégrée au gouvernement de Iekaterinoslav.
Lors de la guerre civile russe, Azov subit de nombreuses violences durant la terreur rouge et la terreur blanche : les forces « rouges » s'en prennent aux ecclésiastiques, marchands, bourgeois et anciens fonctionnaires et militaires tsaristes ; les forces « blanches » de Dénikine et de Wrangel se livrent à des pogroms ; tous pillent, violent, massacrent et donnent la chasse aux anarchistes. Devenue soviétique, Azov accède au statut de ville en 1926. Pendant la Seconde Guerre mondiale, elle est occupée par l'Allemagne nazie du 27 juillet 1942 au 7 février 1943. Elle est libérée par le front du sud de l'Armée rouge au cours de l'« opération Rostov ».

## Population
En 2002, la population d'Azov comprenait 94 % de Russes, 3,1 % d'Ukrainiens, 0,5 % de Biélorusses, etc.
Recensements (*) ou estimations de la population
| 1856  | 1897*  | 1926*  | 1939*  | 1959*  | 1970*  |
| ----- | ------ | ------ | ------ | ------ | ------ |
| 5 300 | 27 500 | 17 486 | 24 999 | 39 931 | 59 302 |

| 1979*  | 1989*  | 2002*  | 2010*  | 2012   | 2013   |
| ------ | ------ | ------ | ------ | ------ | ------ |
| 75 124 | 80 297 | 82 090 | 82 937 | 82 901 | 83 030 |

## Religion
La majorité de la population de la ville est orthodoxe, mais il existe également une petite paroisse catholique consacrée à saint Marc.

## Économie
La principale entreprise d'Azov est la société OAO AOMZ (Azovski Optiko-Mekhanicheski Zavod), qui produit des systèmes d'imagerie thermique, des équipements médicaux, optico-mécaniques et électro-optiques et des dispositifs périphériques pour l'industrie aérospatiale (www.aomz.azov.ru).
L'entreprise américaine PepsiCo exploite depuis 2010 une usine de chips à Azov, pour profiter de l'abondance des pommes de terre dans la région (oblast de Rostov et kraï de Krasnodar). L'investissement s'élève à 170 millions de dollars (USD). L'usine produit 25 000 tonnes de chips de la marque Frito Lay par an et emploie 1 000 personnes. La société prévoit de doubler cette production en 2013 et de fabriquer des boissons sur le même site.
Le port d'Azov possède un dépôt pétrolier, un terminal de transbordement de méthanol qui sont desservis par un oléoduc, infrastructures qui ont été incendiée par une frappe ukrainienne le 18 juin 2024.

## Patrimoine
- L'église Azov icône de la Mère de Dieu.
- Le monument de Pierre Ier le Grand.
- Maison de Kovalev
- Monument à Alexeï Chéine
- Monument aux héros de la Première Guerre mondiale (Azov)
- Musée d'histoire, d'archéologie et de paléontologie d'Azov

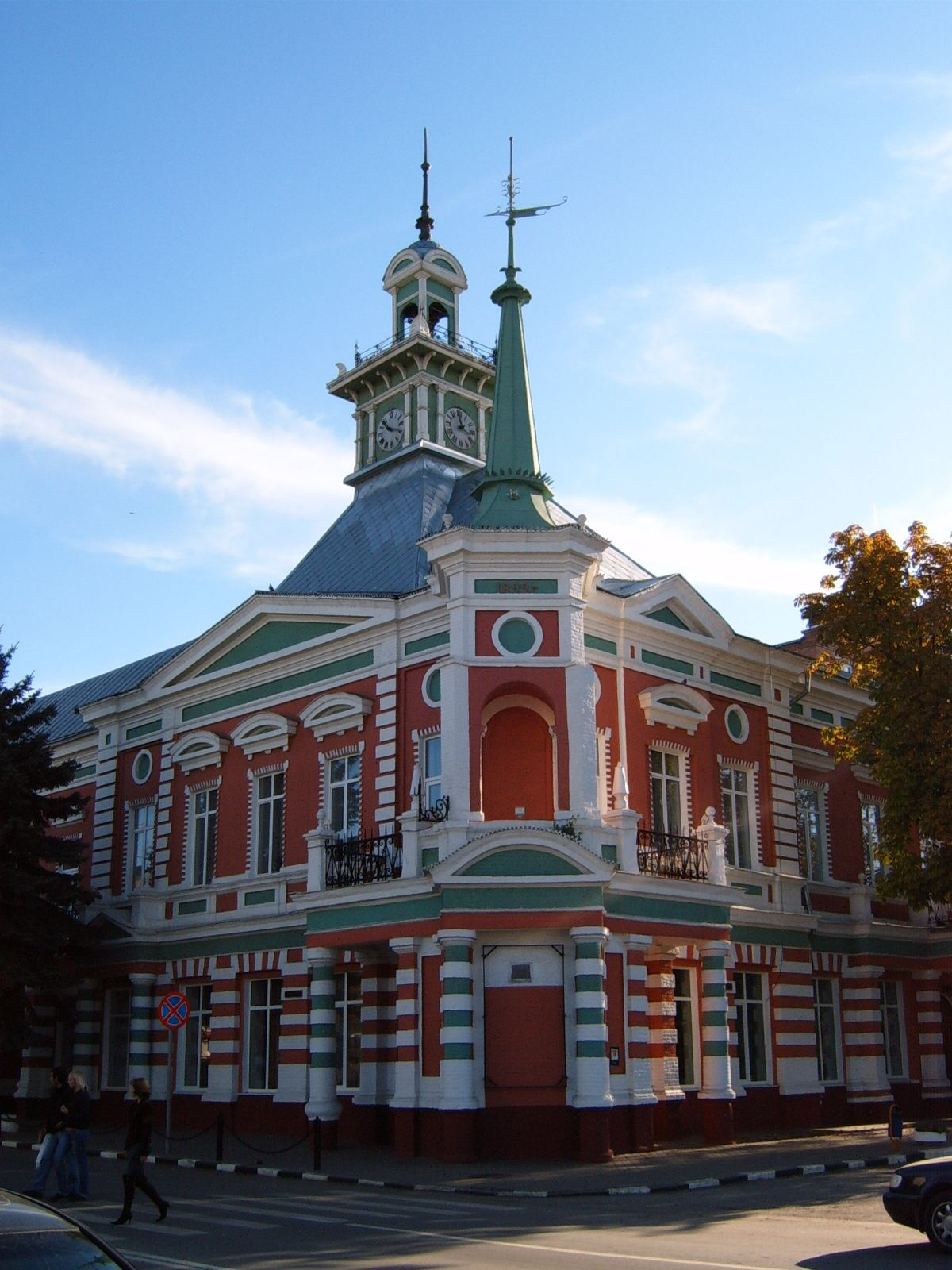
Musée historico-archéologique et paléontologique d’Azov.

- Portes d'Alekseїevski

## Sources
Cet article comprend des extraits du Dictionnaire Bouillet. Il est possible de supprimer cette indication, si le texte reflète le savoir actuel sur ce thème, si les sources sont citées, s'il satisfait aux exigences linguistiques actuelles et s'il ne contient pas de propos qui vont à l'encontre des règles de neutralité de Wikipédia.